# Cercasi un milione
Cercasi un milione (The Missing Million) è un romanzo poliziesco del 1923 dello scrittore britannico Edgar Wallace. È stato pubblicato in Italia la prima volta nel 1930 col titolo Il mistero Walton ed è stato ripubblicato anche col titolo Caccia al milione scomparso.

## Personaggi principali
- Rex Walton: milionario
- Lea Walton: sorella di Rex
- Dora Coleman: fidanzata di Rex
- Jimmy Sepping: ispettore di Scotland Yard e amico di Rex Walton
- Bill Dicker: funzionario di Scotland Yard
- Miller: funzionario di Scotland Yard
- Teofilo Coleman: funzionario delle Finanze e padre di Dora
- Leonard Collett: avvocato
- Kupie: ricattatore professionista
- Knowles, detto Succhiello: scassinatore e buon diavolo
- Parker: cameriere di Coleman
- Bennett: autista di Coleman

## Trama
A Londra c'è un'organizzazione criminale molto efficiente dedita ai ricatti, il cui capo è denominato “Kupie”.
Edith Brandsone, fidanzata di Rex Walton, si era uccisa dopo aver ricevuto una lettera ricattatoria di Kupie, che le esponeva chiaramente di essere al corrente di una scappatella della povera ragazza. A due anni di distanza da quel luttuoso evento, Rex Walton decide di sposare la sua attuale fidanzata, Dora Coleman. Gli giunge però una lettera minatoria di Kupie, che lo minaccia di ridurlo in miseria qualora avesse sposato la ragazza. Rex, preoccupato, ne parla a Jimmy Sepping, ispettore di Scotland Yard e suo amico personale, che giudica tale minaccia “una stupida bravata”.
Scotland Yard è impegnata a fermare l'attività di Kupie, che si dimostra però molto abile; nell'ultimo anno erano già due le persone che si erano uccise a seguito di suoi ricatti. Anche un ispettore di Scotland Yard, Miller, viene indotto a suicidarsi da una lettera ricattatoria di Kupie.
Nel giorno previsto per le nozze Rex, Lea Walton e Jimmy Sepping giungono a casa di Dora Coleman. Teofilo Coleman, padre di Dora, alza la coppa e propone un brindisi. Alla fine il vecchio domestico Parker si avvicina a Rex e gli sussurra qualche parola all'orecchio. A quel punto Rex si alza in fretta ed esce dalla stanza.
Dopo diversi minuti, poiché Rex non torna, il sig. Coleman manda Parker a cercarlo, ma questi torna quasi subito annunciando che il sig. Walton non è più nella casa.
Jimmy Sepping fa subito delle indagini e si fa accompagnare da Parker nella stanza dove sono depositati i bagagli di Rex, ma non riesce a capire il motivo della sua scomparsa. Sepping ritiene necessario chiamare subito la polizia, ma trova la ferma opposizione del sig. Coleman che teme uno scandalo. Più tardi Sepping scopre che anche Antony Wells, domestico di Rex da molti anni, è scomparso dalle dieci di quella stessa mattina.
L'ispettore capo di Scotland Yard Becker ritiene che Rex Walton sia stato rapito dall'organizzazione cui fa capo Kupie e che ci sia da aspettarsi la richiesta di un riscatto favoloso.Jimmy Sepping torna a casa e trova Dora e suo padre che lo aspettano; Dora gli fa vedere una splendida piastra di diamanti rinvenuta nella valigetta che teneva in camera. La piastra di diamanti era stata presumibilmente messa nella valigetta da Rex prima di scomparire. Salutati i Coleman, Jimmy si accinge a coricarsi; in quel mentre riceve una telefonata da parte di uno sconosciuto che lo invita ad andare con urgenza a casa di Walton e di svuotare il cassetto superiore destro della scrivania. Rivestitosi frettolosamente, prende un taxi. Lea è ancora alzata; si recano assieme nello studio e Jimmy si accorge che il cassetto è chiuso a chiave ed inoltre è rivestito internamente d'acciaio.  Provvede a forzare il cassetto, ma s'accorge che nel frattempo il contenuto del cassetto sta bruciando. Quando riesce finalmente ad aprirlo trova dei fogli carbonizzati.
Nel timore che Kupie potesse mettere in atto la sua minaccia nei confronti dei beni di proprietà di Rex Walton, la mattina seguente Jimmy si reca a parlare col direttore del Banco Londinese.  Da lui viene a sapere che, per ordine di Walton, tutti i titoli e le azioni erano stati realizzati e che tutta la valuta, per un valore di un milione di sterline era stata ritirata dallo stesso Walton. Pensando che il denaro potesse essere nella cassaforte di casa Walton, Jimmy decide di aprirla; senza conoscere la combinazione, l'unica persona in grado di aprire la cassaforte è un certo Knowles, uno scassinatore noto alla polizia col nomignolo “Succhiello”.
Interpellato, Succhiello fa presente che la sistemazione della cassaforte in casa Walton fu l'ultimo lavoro onesto che eseguì e si rende disponibile ad aprirla. Mentre opera per aprire la cassaforte, Succhiello racconta la sua disavventura: era stato rovinato da una ragazza di una bellezza straordinaria, una cameriera di nome Julie, che, piangendo, gli aveva chiesto di aprire la cassaforte dei suoi padroni, perché aveva dimenticato la chiave all'interno.  Aperta la cassaforte però la chiave non c'era ed il giorno successivo Julie scomparve e non la rivide più. Per questo per lui si aprirono le porte del carcere.
Succhiello apre la cassaforte di casa Walton, che però risulta completamente vuota.
Il sig. Coleman ha dovuto assentarsi da Londra. Dora si sveglia nella notte: la pioggia cade fitta e la ragazza nota un'ombra scura rannicchiata contro il parapetto. Chiama Parker, avvisandolo della presenza di un ladro; Parker, impugnando una rivoltella, si reca nella stanza di Dora, ma lo sconosciuto non c'è più. Dalla presenza delle impronte bagnate si rendono conto che è entrato in casa utilizzando la finestra aperta.  Chiamano anche l'autista Bennett e seguono le impronte, ma ad un certo punto sentono il rumore della porta di strada che viene chiusa violentemente. Lo sconosciuto era fuggito ma aveva lasciato su un tavolo una grossa rivoltella carica. Dora telefona a Sepping ed, informatolo della visita di un ladro, lo prega di venire a casa sua. Arrivato a casa Coleman l'ispettore esamina la pistola e si accorge che ha incisa a lettere irregolari la parola “Kupie”.
Jimmy Sepping è nel suo ufficio e gli viene portata una lettera di Dora Coleman, consegnata a mano da Parker; nella lettera la ragazza  lo invita a casa sua per la sera avendo il desiderio di parlare con lui tranquillamente senza interruzioni. Nella busta della lettera c'era una impronta di un pollice. Dicker, aprendo una discussione con Sepping sulle impronte digitali, la fa esaminare e così scoprono che si tratta dell'impronta di Joseph Feldman: un pluricondannato per ricatti, che ha l'abitudine di farsi assumere come cameriere o maggiordomo in case di persone dell'alta società allo scopo di raccogliere materiale per compiere ricatti. Jimmy scopre quindi che Parker è Feldman, ma per il momento mantiene segreta questa scoperta.
Come richiesto nella lettera, Sepping si reca a casa di Dora ma viene informato da Parker che lei non è in casa. In attesa che torni, lo fa accomodare e gli offre un caffè. Subito dopo aver bevuto il caffè Jimmy cade in un sonno profondo.
Jimmy si risveglia sentendo qualcuno che bussa fortemente alla porta; sebbene sia intontito si rende conto che è Dicker a bussare.  Quando la porta viene aperta, Dicker lo informa che si trova all'interno della bisca di Casey. A questo punto c'è un maldestro tentativo di Casey di coinvolgere Sepping nelle attività illecite della bisca, ma Dicker si rende conto che stanno cercando di incastrare Jimmy a causa delle sue indagini su Kupie. Quindi Dicker e Sepping si recano a casa Coleman: Parker è scomparso e Dora Coleman afferma di non aver mai invitato Jimmy quella sera. Evidentemente si è trattato di un piano architettato da Parker.
Sepping rientra a casa e nel chiudere la finestra si accorge che sul marciapiede opposto sta camminando Rex Walton, lo chiama ma l'altro non dà segno di aver sentito, allora scende ma Walton è scomparso.
Leonard Collett è l'avvocato ed il nipote di Coleman; il suo ufficio viene svaligiato e gli viene rubato il contratto di matrimonio tra Dora Coleman e Rex Walton, predisposto dall'avvocato due giorni prima della data prevista per le nozze.
Intanto Sepping viene a conoscenza dell'esito dei rilievi sui documenti carbonizzati contenuti nel cassetto della scrivania di Walton: l'unico documento comprensibile è un certificato matrimoniale in cui lo sposo risulta Rex Walton ed il nome della sposa non è leggibile. La data del certificato è il 13 maggio: il giorno precedente della data prevista per il matrimonio con Dora Coleman.
Jimmy allora si reca presso l'ufficio centrale di stato civile e trova la registrazione dell'atto di Matrimonio tra Rex ed una ragazza di nome May Liddiart; quindi va a casa di Dora per informarla del matrimonio di Rex con May Liddiart, ma la ragazza non si mostra meravigliata e lo informa che May Liddiart è lei, e quindi è già moglie di Rex;  avevano di nascosto anticipato il matrimonio di un giorno.
Parker ed un altro penetrano nell'appartamento di Sepping e dopo aver stordito il cameriere Albert, rovistano in tutta la casa ed asportano un pacco di lettere amorose di Julia, che Succhiello aveva dato a Sepping perché le leggesse.  Per Sepping il motivo del furto di quelle lettere è un mistero.
Succhiello informa Sepping che Julia faceva parte della banda di Tod Haydn.
Leonard Collett viene rapito; i rapitori, dopo averlo bendato, fanno un viaggio di tre ore in auto e lo portano all'interno di un'imbarcazione.
Sepping si reca a cena da Coleman. Durante il pranzo Coleman informa Jimmy che la piastra di diamanti che Dora aveva trovata nella sua valigetta il giorno della scomparsa di Rex, è sparita.  Mentre esaminano lo scrigno che conteneva la piastra, in camera di Dora, Jimmy e Coleman scoprono il cadavere di Parker, ucciso con un colpo di rivoltella. In tasca a Parker viene ritrovata la piastra di diamanti.
Jimmy si trova in casa Coleman quando giunge l'avvocato Collett, che racconta di essere stato tenuto prigioniero in un panfilo, ma rinvia ad un altro giorno il racconto dei particolari. Per il momento vuole parlare con il sig. Coleman. Successivamente va a casa e poi in ufficio, raccoglie dei documenti, ne distrugge altri. Si reca quindi al Banco Londinese ed incassa settemila sterline, poi va alla stazione e prende il treno.
Quella notte Jimmy Sepping tramite una telefonata viene informato che l'avvocato Collett è stato assassinato in uno scompartimento di prima classe con una revolverata.
Nel frattempo due individui entrano in casa di Lea Walton, tramortiscono il domestico e tentano di penetrare nella camera della ragazza, che però si difende strenuamente. Il rumore causato attira l'attenzione dei passanti che fanno intervenire la polizia. Il tentativo di rapimento della ragazza fallisce.
Lea viene invitata da Dora a Marlow, una località fuori Londra dove i Coleman hanno una proprietà, denominata “il Giuncheto”.  Jimmy Sepping è contrario che la ragazza vada, perché la polizia avrebbe più difficoltà a proteggerla, ma alla fine acconsente, date le insistenze della ragazza.
La prima notte al Giuncheto trascorre tranquilla. Il giorno successivo Dora consegna a Lea una rivoltella; Lea rimane perplessa, ma comunque accetta l'arma. La notte successiva qualcuno entra nella camera di Lea, che, anche utilizzando la pistola, riesce a fuggire e per mezzo di un motoscafo, attraccato alla riva del fiume, raggiunge un barcone e vi si rifugia.
Casa Coleman intanto viene visitata dai ladri che rubano delle bottiglie di porto.  Il sig. Coleman, molto spaventato, vuole rimanere in compagnia di Sepping e lo segue mentre si dirige verso Scotland Yard dicendo che ha qualcosa da comunicargli. Per strada un motociclista spara a Coleman che muore poco dopo sull'ambulanza.
La scomparsa di Lea induce Dora a mandare  un messaggio a Sepping , che si reca subito a Marlow e trova Dora legata e col volto sfigurato dalle ecchimosi.
Dora confessa a Jimmy di non essere figlia di Coleman, ma di chiamarsi Julia, la stessa Julia di Knowles “Succhiello”. Lei e Coleman erano agli ordini di Tod Haydn alias Kupie; era stato Coleman ad uccidere Parker. Lei era stata picchiata da Tod perché lo aveva tradito, fornendo la pistola a Lea.
Jimmy decide che, per il momento, non parlerà della parte avuta dalla ragazza negli eventi; lei lo ringrazia e gli confessa che comunque è innamorata veramente di Rex.
Tod Haydn punta a prendersi il milione di sterline di Rex Walton. Con un canotto raggiunge il barcone dove s'era rifugiata Lea Walton. In quel barcone trova anche Rex. Minacciando con una pistola la ragazza si fa consegnare da Rex il denaro che era contenuto in uno scatolone di bottiglie di vino. Subito dopo Rex ingaggia una lotta col malvivente. Tod riesce a fuggire col denaro, ma viene catturato da Jimmy Sepping.
Rex Walton, tornato a casa, racconta il motivo della sua scomparsa: il giorno del matrimonio lasciò la sala da pranzo di casa Coleman e si recò nella camera di Dora col gioiello con l'intenzione di metterlo nella valigia; trovò una lettera di Kupie dalla quale comprese che era stato truffato: infatti egli aveva dato in consegna il milione di sterline a Teofilo Coleman nel timore che Kupie attuasse le sue minacce, ma scoprì che Coleman era agli ordini di Kupie e che anche Dora era al servizio del malvivente. Pertanto scappò e si rifugiò nel barcone che aveva acquistato ed arredato; aveva poi provveduto a penetrare in casa Coleman ed asportare le bottiglie di Porto che in realtà contenevano il milione di sterline.
Rex va a casa di Jimmy e nel salotto si incontra con Dora; le fa sapere che Tod Haydn è morto in cella e che Sepping eviterà di farla figurare nel processo.
Dora se ne andrà per un po', e quando tutto sarà finito, Rex la raggiungerà e ricominceranno la loro vita.

## Edizioni
- Edgar Wallace, Caccia al milione scomparso, traduzione di, Newton Compton Editori, 2013, ISBN 978-88-541-5199-4.